# 奥克兰群岛
奧克蘭群島（Auckland Islands）是紐西蘭南島布拉夫港南方465公里處的無人群島。位於南緯50度30分至南緯50度55分、東經165度50分至166度20分之間。是紐西蘭的世界遺產亞南極群島的一部份。

## 地理

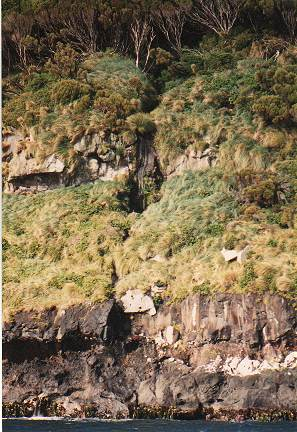
奧克蘭島南岸

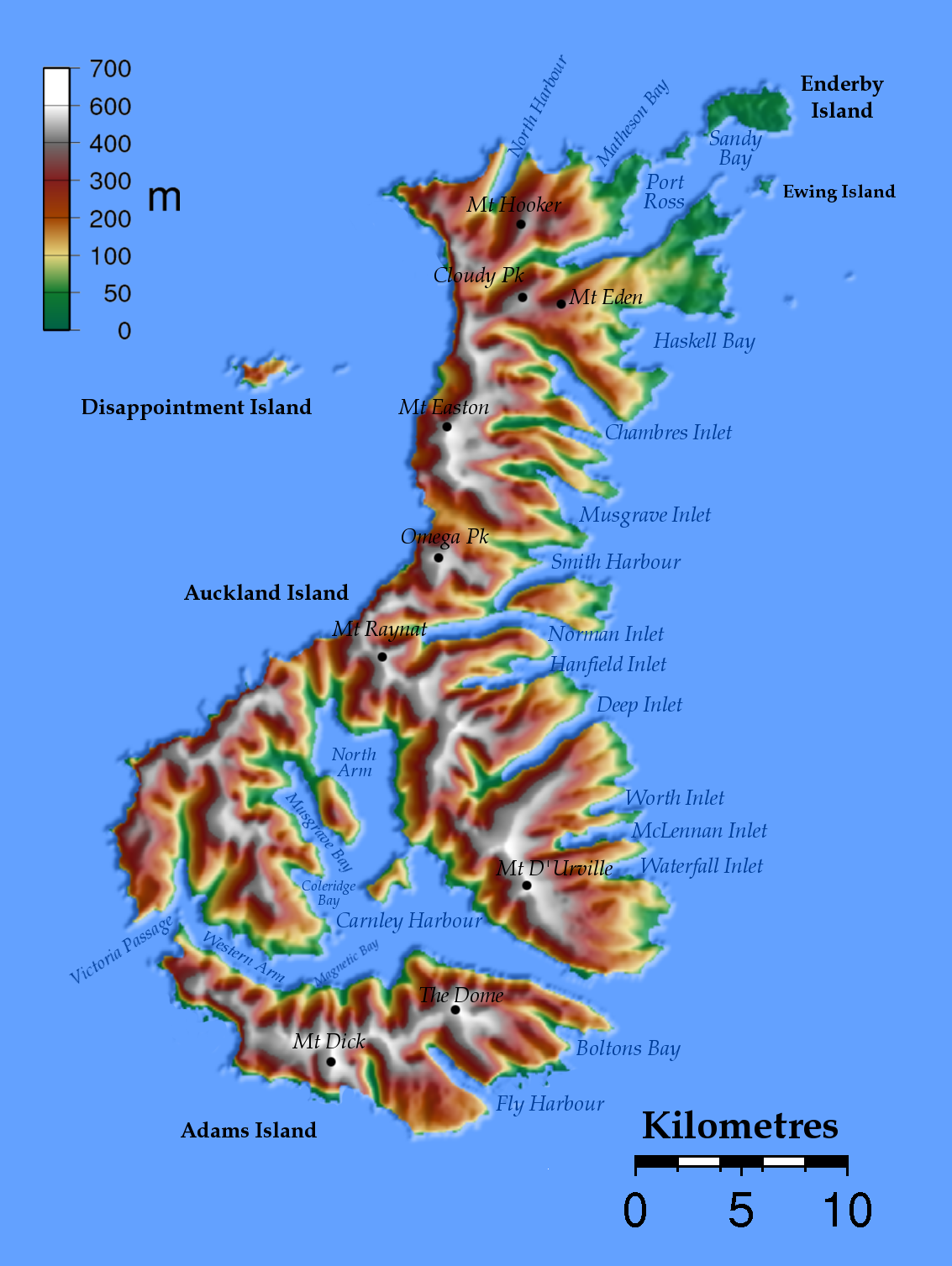
奧克蘭群島的高度示意圖

奧克蘭群島中最大的島為奧克蘭島（Auckland Island），面積達510平方公里，長達42平方公里。特徵是超過600公尺高的斷崖絕壁。島上面有卡邦山（高650公尺）、雷納爾山（635公尺）、杜比爾山（630公尺）、伊斯頓山（610公尺）和稱為巴別塔的山峰（高550公尺）等。奧克蘭島有許多的海灣，特別是島北端的羅斯港是相當深入的海灣。
奧克蘭南方有亞當斯島（Adams Island），在奧克蘭島和亞當斯島間被稱為坎利海峽的細長海峽給分隔。這個海峽是死火山的火山口遺址，原本奧克蘭島的南部和亞當斯島是由同一個火山的外環所形成的。亞當斯島上面有高660公尺的狄克山聳立著。
奧克蘭群島有著許多小島星羅棋布的海域存在。比較重要的有奧克蘭島北西10公里處的失望島（Disappointment Island）和奧克蘭島北方1公里處的恩德比島（Enderby Island）附近，在其各自5平方公里內密集散佈著小島。

## 歷史
島上有早期波利尼西亞人生存過的遺跡，這些遺跡的年代很可能是在公元13世紀。
奧克蘭群島在1806年的時候由英國的捕鯨船船長亞伯拉罕·布利斯特（Abraham Bristow）發現。布利斯特為了向他父親的友人第一任的奧克蘭男爵威廉·艾登表示敬意，於1806年8月18日將該地以「奧克蘭卿之領地」的意義命名為奧克蘭群島。
1807年英國主張奧克蘭群島為英國領土。之後1839年探險家儒勒·迪蒙·迪維爾造訪奧克蘭群島。同年及翌年1840年探險家詹姆斯·克拉克·罗斯也來到奧克蘭群島。
1840年代初，毛利人帶著一些莫里奧里人奴隸從查塔姆群島而來，登上奧克蘭群島的羅斯灣一帶，靠漁獵和種植亞麻為生。20多年后他們卻離島而去。
1846年，英國的社會改革者查爾斯·恩德比為了要在奧克蘭群島上設置農業和捕鯨業的基礎設施，提議率領一群人從紐西蘭本島移居到奧克蘭群島。恩德比一行人於1850年移居到現在的羅斯港處，但是兩年半後即失敗，現在的奧克蘭群島是沒有居民的無人島。
1863年，大英帝國議會將紐西蘭的邊境擴展到奧克蘭群島。
因為奧克蘭群島附近沿岸地形起伏激烈，因此許多的船在此遇難。1864年1月3日在該群島的沿岸史庫納帆船（双桅纵帆船）的布拉夫頓號遇難，1866年5月14日在奧克蘭群島近海格蘭特將軍號遇難於西方的近海，因為傳言格蘭特將軍號上載有金塊，因此後來數次嘗試打撈格蘭特將軍號但是都失敗。
20世紀後該地亦不斷發生船難。例如1907年在失望島近海丹德拿得號和12名船夫下落不明。
1940年代之後，紐西蘭曾在奧克蘭群島設有設置觀測所來管理，幾年後關閉。

## 生態
21世紀初奧克蘭群島是紐西蘭海獅（Phocarctos hookeri）的主要繁殖地。

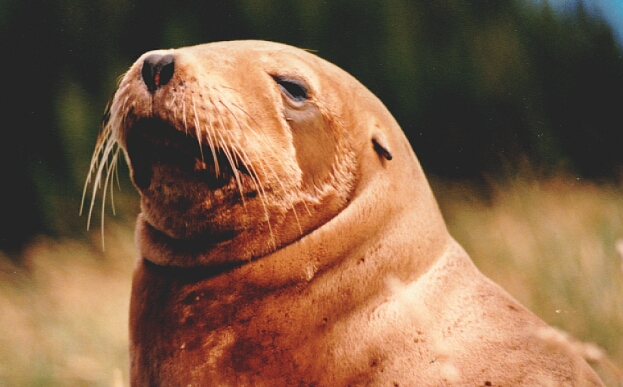
紐西蘭海獅
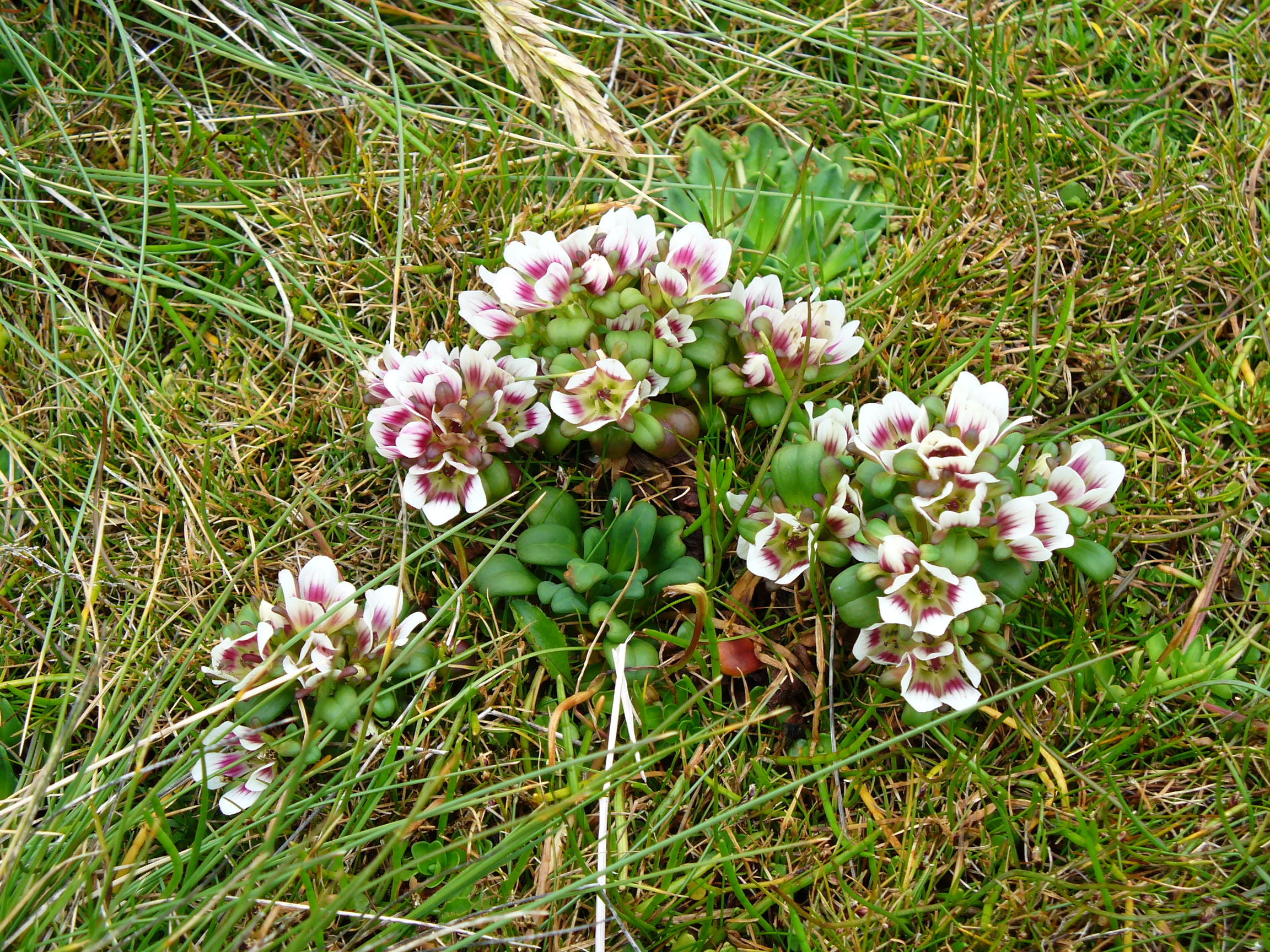
Gentianella Concinna是奧克蘭群島的一種特有的植物